# 以北五道
以北五道（いほくごどう、朝鮮語読み: イブゴド）は、大韓民国（韓国）政府の立場において、朝鮮民主主義人民共和国（北朝鮮）によって占拠されたまま、「収復」（韓国政府の正統な統治下への復帰）がいまだに行われていない黄海道・平安南道・平安北道・咸鏡南道・咸鏡北道（1945年8月15日時点の行政区域）を指す名称。また、同地域とその住民を統治する道（地方行政機関）の形式をとった、行政安全部所属の5つの行政機構の総称である。
以北五道の各道の長官は道知事である。5人の道知事を委員として、以北五道の事務の共同処理のための以北五道委員会（朝鮮語: 이북5도위원회）が設置されている。
以北五道庁は以北五道の「収復」まで置かれる道庁の臨時事務所（現在はソウル特別市鍾路区に所在）の名称だが、しばしば行政機構全体（=以北五道委員会）の通称としても用いられる。

## 沿革
1949年2月に大韓民国の施政下に置かれていない5道の知事が任命されており、同年5月には合同の事務所が設置されている。
1969年3月に国土統一院（統一部の前身）ができるまで、朝鮮統一関連政府組職は以北五道庁と関連委員会がすべてだった。国土統一院設立後、1970年代、反共教育や北朝鮮資料収集と分析·整理などは依然として以北五道庁が担当した。
現在の以北五道・以北五道委員会は、1962年1月20日に公布された法律987号「以北五道に関する特別措置法」によって規定されている。政府組織の改編に従って、上部機関は内務部・行政安全部と変遷した。
- 1949年5月23日 -  以北五道庁開庁。
- 1962年1月20日 - 「以北五道に関する特別措置法」（法律第987号）制定・公布。
- 2005年3月10日 - 「以北五道に関する特別措置法」一部改正。

## 役割

2016年まで使われた以北五道庁の旗

以北五道の管掌業務は、「以北五道に関する特別措置法」第4条で以下のように定められている。越南以北五道民（主に朝鮮戦争休戦までに韓国に移った住民。「失郷民」とも言う）への行政サービスが主要なものであるが、2005年の改正によって近年の北韓離脱住民関連の事業も明示されるようになった。
- 調査研究業務
  - 以北五道の政治・経済・社会・文化・教育など各分野にかかる情報の収集と分析
  - 以北五道を収復した場合に実施する諸般の政策の研究
- 越南以北五道民の支援と管理
  - 実態調査と生活安定支援
  - 北韓離脱住民後援会と協力しての北韓離脱住民と越南以北五道民との結縁
  - 越南以北五道民の次世代の育成と支援
- 離散家族双方のための情報の蒐集・管理するセンターの運営支援
- 以北五道の郷土文化の継承発展
- 越南以北五道民関連団体の指導と支援
- 自由民主主義の涵養と安保意識鼓吹
- 以北五道民に対する諸証明の発行業務

以北五道委員会は、以北五道の事務の共同処理のために設置されている。以北五道委員会の事務所が全国15ヶ所にあり、以北五道出身者が道ごとに結成している各地の道民会を支援し、行政サービスを行っている。
北朝鮮政府との交渉や脱北者の定住支援事業は統一部の業務とされていて、以北五道委員会は関与しない。また、韓国政府が策定した緊急時対応計画では、北朝鮮が崩壊した場合、北朝鮮政府の統治下にある支配地域を暫定的に統治する新たな機関が統一部の主導で設立されることになっており、以北五道委員会の活動は停止され、各道の「知事」もその職を失うことになっている。

## 組織
以北五道各道の道知事は、行政安全部長官が選定し、国務総理を経て大統領が任命する次官級の政務職であり、通常の道知事とは給与体系が異なる。道知事には原則として以北五道の出身者が選ばれる。道知事の下に、各道の事務を行う事務局（長は事務局長）が置かれている。
以北五道委員会の委員長は任期1年で、以北五道の道知事を兼任する委員が持ち回りで務める。委員長の道事務局が委員会事務局を兼ね、委員会の官吏（事務・企画・経理・指導・広報・機械・電気の担当者。長は総務課長）が附属する。
以北五道の市長・郡守・邑長・面長も任命されているが、これらは以北五道民の中から選ばれる任期3年の名誉職であり、無給である。市長・郡守は道知事の推薦に基づき、大統領が任命する。

## 現況
1962年の制定以来、「以北五道に関する特別措置法」には以北五道の管掌業務として「反共思想の鼓吹」「以北に対する国是の宣伝と宣撫工作の計画実施」「南下避難民に対する思想善導」が掲げられており、2005年まで残されていた。「反共思想の鼓吹」などの項目の除去には以北五道民からの反対もあったが、南北対話路線（太陽政策）が進められる情勢の変化を理由に改正が実行された。
以北五道委員会が現状と乖離しているという批判や、有名無実の機関であるという批判は韓国内にも存在する。

## 以北五道のデータ
| 道旗 | 名称     | 面積 (km²) | 人口 (1945年当時) | 道庁所在地 | 市の数 | 郡の数 | 位置 |
| ---- | -------- | ---------- | ----------------- | ---------- | ------ | ------ | ---- |
|      | 咸鏡北道 | 20,346     | 1,124,000         | 清津市     | 3      | 11     |      |
|      | 咸鏡南道 | 31,977     | 2,116,000         | 咸興市     | 3      | 16     |      |
|      | 平安北道 | 28,443     | 1,931,000         | 新義州市   | 1      | 19     |      |
|      | 平安南道 | 14,939     | 1,826,000         | 平壌市     | 2      | 14     |      |
|      | 黄海道   | 16,737     | 2,029,000         | 海州市     | 3      | 17     |      |

## 京畿道および江原特別自治道の「未収復地域」

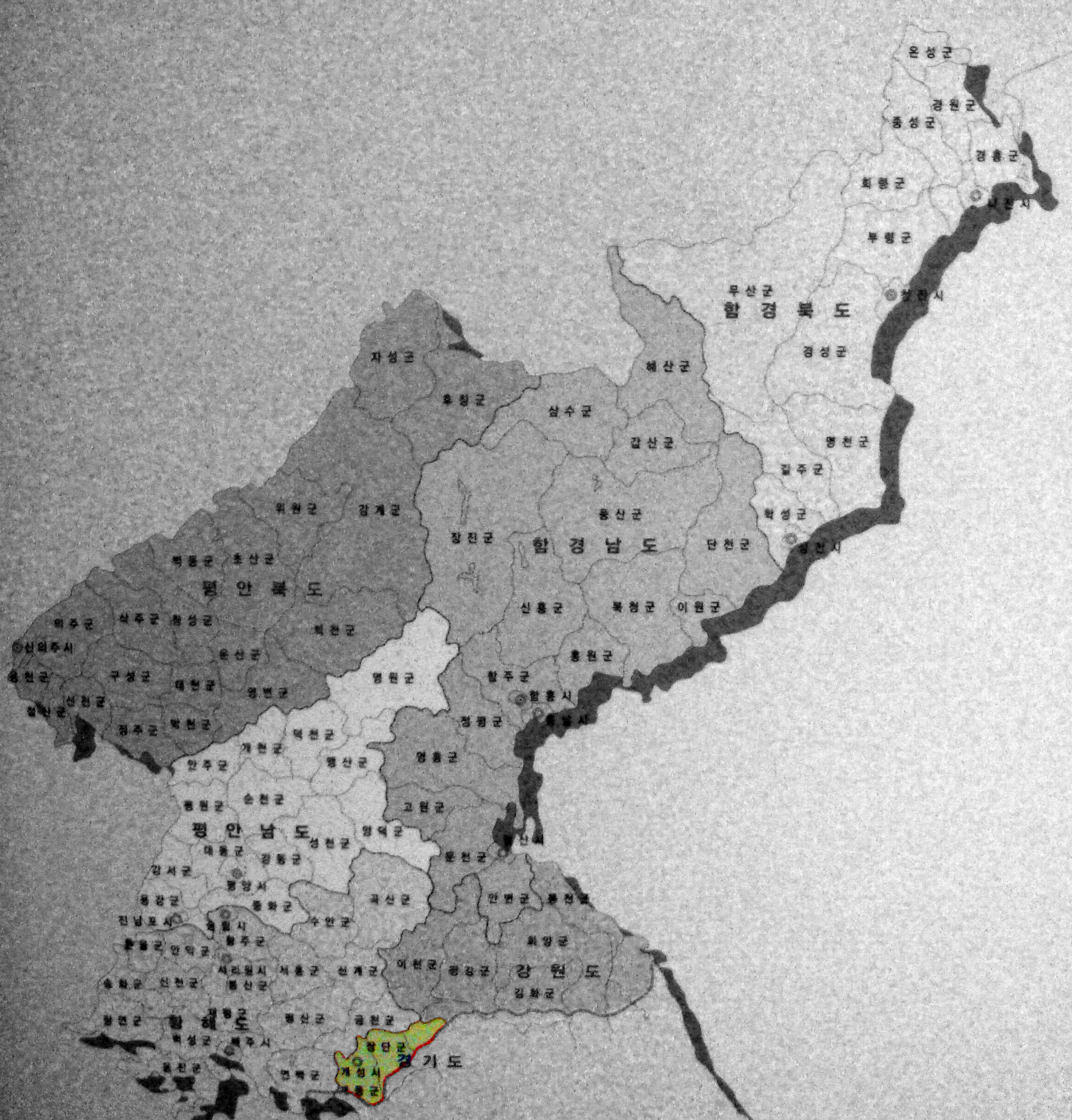
未収復京畿道

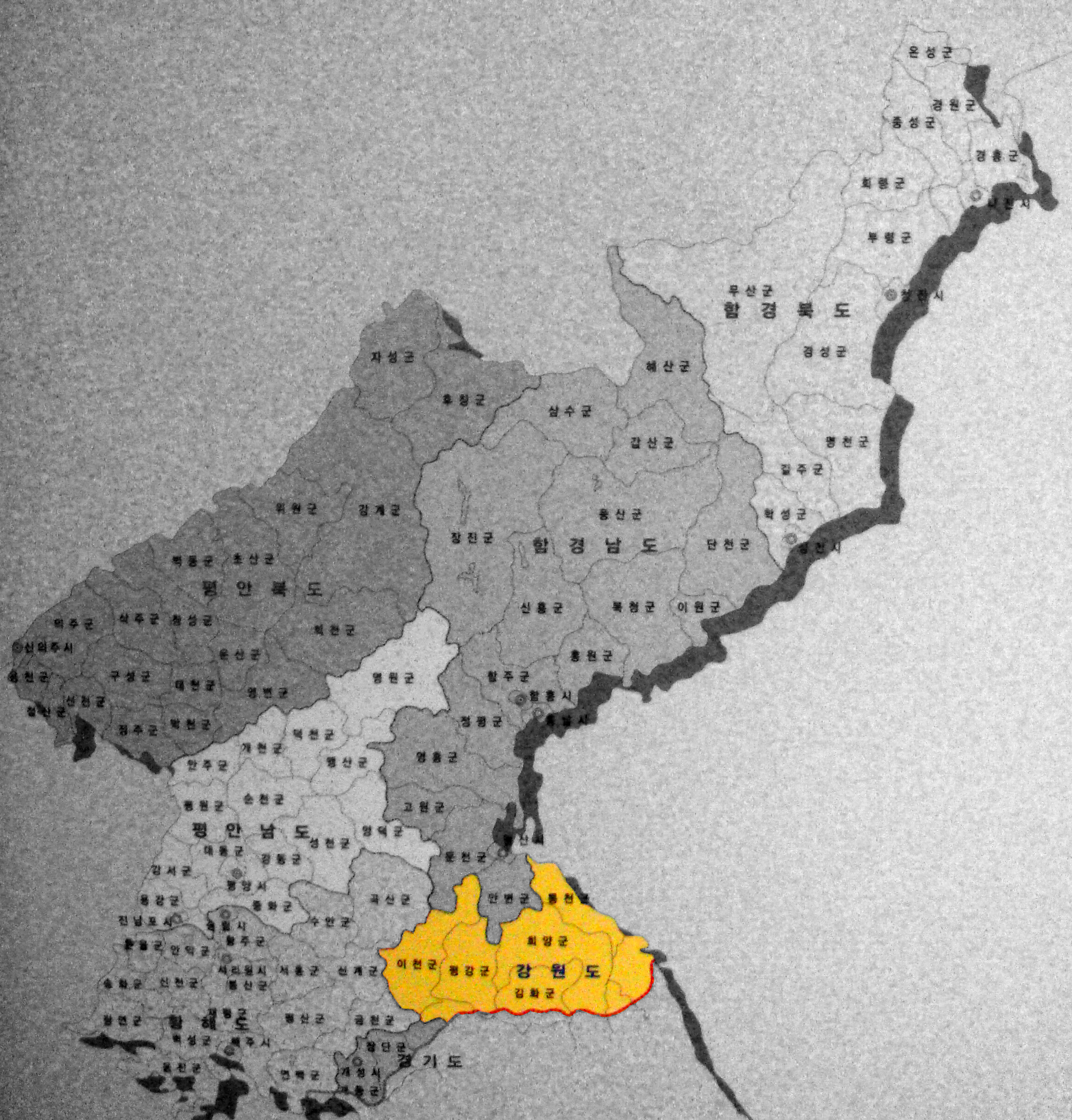
未収復江原道

以北五道のみならず、京畿道および江原特別自治道の一部地域も北朝鮮の支配下にあり、それぞれ未収復京畿道・未収復江原道と呼ばれている。これらの地域にも前述の市長・郡守・邑長・面長が存在するが、便宜上以北五道委員会に属している（なお、長湍郡の一部など、境界線以南の地域に以北五道委員会により名誉面長が設けられた例もある）。これらの地域の「知事」は本来の京畿道知事・江原特別自治道知事ではなく、以北五道委員長を務める知事が兼任する。

## 以北五道地域の行政区域
いずれも原則として1945年8月15日時点の行政区画に基づいており、北朝鮮によりその後変更された区画（平壌直轄市など）については、以北五道では反映しない。

### 咸鏡北道

#### 市
- 清津市 - 청진시【淸津市】Cheongjin-Si （チョンジン-シ、咸鏡北道道庁所在地）
- 城津市 - 성진시【城津市】Seongjin-Si （ソンジン-シ）
- 羅津市 - 나진시【羅津市】Najin-Si （ナジン-シ）

#### 郡
- 鏡城郡 - 경성군【鏡城郡】Gyeongseong-Gun （キョンソン-グン）
- 茂山郡 - 무산군【茂山郡】Musan-Gun （ムサン-グン）
- 吉州郡 - 길주군【吉州郡】Gilju-Gun （キルチュ-グン）
- 鶴城郡 - 학성군【鶴城郡】Hakseong-gun （ハクソン=グン）
- 明川郡 - 명천군【明川郡】Myeongcheon-Gun （ミョンチョン-グン）
- 穏城郡 - 온성군【穩城郡】Onseong-Gun （オンソン-グン）
- 会寧郡 - 회령군【會寧郡】Hoeryeong-Gun （フェリョン-グン）
- 慶源郡 - 경원군【慶源郡】Gyeongwon-Gun （キョンウォン-グン）
- 慶興郡 - 경흥군【慶興郡】Gyeongheung-Gun （キョンフン-グン）
- 鍾城郡 - 종성군【鍾城郡】Jongseong-Gun （チョンソン-グン）
- 富寧郡 - 부령군【富寧郡】Buryeong-Gun （プリョン-グン）

### 咸鏡南道

#### 市
- 咸興市 - 함흥시【咸興市】Hamheung-Si （ハムン-シ、咸鏡南道道庁所在地）
- 興南市 - 흥남시【興南市】Heungnam-Si （フンナム-シ）
- 元山市 - 원산시【元山市】Wonsan-Si （ウォンサン-シ）

#### 郡
- 恵山郡 - 혜산군【惠山郡】Hyesan-Gun （ヘサン-グン）
- 三水郡 - 삼수군【三水郡】Samsu-Gun （サムス-グン）
- 甲山郡 - 갑산군【甲山郡】Gapsan-Gun （カプサン-グン）
- 長津郡 - 장진군【長津郡】Jangjin-Gun （チャンジン-グン）
- 豊山郡 - 풍선은【豊山郡】Pungsan-Gun （プンサン-グン）
- 端川郡 - 단천군【端川郡】Dancheon-Gun （タンチョン-グン）
- 利原郡 - 이원군【利原郡】Iwon-Gun （イウォン-グン）
- 北青郡 - 북청군【北靑郡】Bukcheong-Gun （プクチョン-グン）
- 洪原郡 - 홍원군【洪原郡】Hongwon-Gun （ホンウォン-グン）
- 新興郡 - 신흥군【新興郡】Sinheung-Gun （シヌン-グン）
- 咸州郡 - 함주군【咸州郡】Hamju-Gun （ハムジュ-グン）
- 定平郡 - 정평군【定平郡】Jyeongpyeong-Gun （チョンピョン-グン）
- 永興郡 - 영흥군【永興郡】Yeongheung-Gun （ヨンフン-グン）
  - 現在の金野郡・耀徳郡
- 高原郡 - 고원군【高原郡】Gowon-Gun （コウォン-グン）
- 文川郡 - 문천군【文川郡】Muncheon-Gun （ムンチョン-グン）
- 安辺郡 - 안변군【安邊郡】Anbyeon-Gun （アンビョン-グン）

### 平安北道

#### 市
- 新義州市 - 신의주시【新義州市】Sinuiju-Si （シニジュ-シ、平安北道道庁所在地）

#### 郡
- 慈城郡 - 자성군【慈城郡】Jaseong-Gun （チャソン-グン）
- 厚昌郡 - 후창군【厚昌郡】Huchang-Gun （フチャン-グン）
- 江界郡 - 강계군【江界郡】Ganggye-Gun （カンゲ-グン）
- 渭原郡 - 위원군【渭原郡】Wiwon-Gun （ウィウォン-グン）
- 煕川郡 - 희천군【熙川郡】Huicheon-Gun （ヒチョン-グン）
- 楚山郡 - 초산군【楚山郡】Chosan-Gun （チョサン-グン）
- 碧潼郡 - 벽동군【碧潼郡】Byeokdong-Gun （ピョクトン-グン）
- 雲山郡 - 운산군【雲山郡】Unsan-Gun （ウンサン-グン）
- 寧辺郡 - 영변군【寧邊郡】Yeongbyeon-Gun （ヨンビョン-グン）
- 昌城郡 - 창성군【昌城郡】Changseong-Gun （チャンソン-グン）
- 朔州郡 - 삭주군【朔州郡】Sakju-Gun （サクチュ-グン）
- 泰川郡 - 태천군【泰川郡】Taecheon-Gun （テチョン-グン）
- 博川郡 - 박천군【博川郡】Bakcheon-Gun （パクチョン-グン）
- 亀城郡 - 구성군【龜城郡】Guseong-Gun （クソン-グン）
- 定州郡 - 정주군【定州郡】Jeongju-Gun （チョンジュ-グン）
- 義州郡 - 의주군【義州郡】Wiju-Gun （ウィジュ-グン）
- 宣川郡 - 선천군【宣川郡】Seoncheon-Gun （ソンチョン-グン）
- 鉄山郡 - 철산군【鐵山郡】Cheolsan-Gun （チョルサン-グン）
- 龍川郡 - 용천군【龍川郡】Yongcheon-Gun （ヨンチョン-グン）

### 平安南道

#### 市
- 平壌市 - 평양시【平壤市】Pyeongyang-Si （ピョンヤン-シ、平安南道道庁所在地）
- 鎮南浦市 - 진남포시【鎭南浦市】Jinnampo-Si （チンナンポ-シ）

#### 郡
- 寧遠郡 - 영원군【寧遠郡】Yeongwon-Gun （ヨンウォン-グン）
- 徳川郡 - 덕천군【德川郡】Deokcheon-Gun （トクチョン-グン）
- 价川郡 - 개천군【价川郡】Gaecheon-Gun （ケチョン-グン）
- 安州郡 - 안주군【安州郡】Anju-Gun （アンジュ-グン）
- 孟山郡 - 맹산군【孟山郡】Maengsan-Gun （メンサン-グン）
- 順川郡 - 순천군【順川郡】Suncheon-Gun （スンチョン-グン）
- 平原郡 - 평원군【平原郡】Pyeongwon-Gun （ピョンウォン-グン）
- 陽徳郡 - 양덕군【陽德郡】Yangdeok-Gun （ヤンドク-クン）
- 成川郡 - 성천군【成川郡】Seongcheon-Gun （ソンチョン-グン）
- 江東郡 - 강동군【江東郡】Gangdong-Gun （カンドン-グン）
- 大同郡 - 대동군【大同郡】Daedong-Gun （テドン-グン）
- 江西郡 - 강서군【江西郡】Gangseo-Gun （カンソ-グン）
- 龍岡郡 - 용강군【龍岡郡】Yonggang-Gun （ヨンガン-グン）
- 中和郡 - 중화군【中和郡】Junghwa-Gun （チュンファ-グン）

### 黄海道

#### 市
- 海州市 - 해주시【海州市】Haeju-Si （ヘジュ-シ、黄海道道庁所在地）
- 沙里院市 - 사리원시【沙里院市】Sariwon-Si （サリウォン-シ）
- 松林市 - 송림시【松林市】Songnim-Si （ソンニム-シ）

#### 郡
- 遂安郡 - 수안군【遂安郡】Suan-Gun （スアン-グン）
- 谷山郡 - 곡산군【谷山郡】Goksan-Gun （コクサン-グン）
- 新渓郡 - 신계군【新溪郡】Singye-Gun （シンゲ-グン）
- 金川郡 - 금천군【金川郡】Geumcheon-Gun （クムチョン-グン）
- 瑞興郡 - 서흥군【瑞興郡】Seoheung-Gun （ソアン-グン）
- 平山郡 - 평산군【平山郡】Pyeongsan-Gun （ピョンサン-グン）
- 延白郡 - 연백군【延白郡】Yeonbaek-Gun （ヨンベク-クン）
  - 現在は、「延安郡」と「白川郡」に分割
- 黄州郡 - 황주군【黃州郡】Hwangju-Gun （ファンジュ-グン）
- 鳳山郡 - 봉산군【鳳山郡】Bongsan-Gun （ポンサン-グン）
- 載寧郡 - 재령군【載寧郡】Jaeryeong-Gun （チェリョン-グン）
- 碧城郡 - 벽성군【碧城郡】Byeokseong-Gun （ピョクソン-グン）
- 甕津郡 - 옹진군【甕津郡】Ongjin-Gun （オンジン-グン）
- 長淵郡 - 장연군【長淵郡】Jangyeon-Gun （チャンヨン-グン）
- 松禾郡 - 송화군【松禾郡】Songhwa-Gun （ソンファ-グン）
- 殷栗郡 - 은율군【殷栗郡】Eunnyul-Gun （ウンニュル-グン）
- 安岳郡 - 안악군【安岳郡】Anak-Gun （アナク-クン）
- 信川郡 - 신천군【信川郡】Sincheon-Gun （シンチョン-グン）

### 未収復京畿道

#### 市
- 開城市 - 개성시【開城市】Gaeseong-Si （ケソン-シ）

#### 郡
- 開豊郡 - 개풍군【開豊郡】Gaepung-Gun （ケプン-グン）
- 長湍郡 - 장단군【長湍郡】Jangdan-Gun （チャンダン-グン）
- 漣川郡 - 연천군【漣川郡】Yeoncheon-Gun （ヨンチョン-グン）
  - 漣川郡は、全域ではなく、一部地域が未収復京畿道に相当

### 未収復江原道
- 通川郡 - 통천군【通川郡】Tongcheon-Gun （トンチョン-グン）
- 伊川郡 - 이천군【伊川郡】Icheon-Gun （イチョン-グン）
- 平康郡 - 평강군【平康郡】Pyeonggang-Gun （ピョンガン-グン）
- 金化郡 - 김화군【金化郡】Gimhwa-Gun （キムァ-グン）
- 淮陽郡 - 회양군【淮陽郡】Hoeyang-Gun （フェヤン-グン）
- この他に、「高城郡」、「麟蹄郡」、「楊口郡」、「鉄原郡」の一部地域が以北五道に相当。

## 北朝鮮における類似機関
朝鮮民主主義人民共和国（北朝鮮）も、2024年の政策変更までは朝鮮半島全土を自国の領土と主張していたため、南部地域にも名目上の行政区画を設けていた。ただし、北朝鮮では韓国政府による行政区画の変更（広域市など）を事実上容認しているようである。